# Malcolm Brown
Malcolm Brown, talvolta indicato come Malcolm F. Brown (10 agosto 1903 – Los Angeles, 29 agosto 1967), è stato uno scenografo statunitense.

## Filmografia parziale
- Giuramento di sangue (20 Mule Team), regia di Richard Thorpe (1940)
- Passaggio a Nord-Ovest (Northwest Passage), regia di King Vidor (1940)
- Phantom Raiders, regia di Jacques Tourneur (1940)
- I sacrificati (They Were Expendable), regia di John Ford (1945)
- Il delfino verde (Green Dolphin Street), regia di Victor Saville (1947)
- L'imboscata (Ambush), regia di Sam Wood (1950)
- La valle della vendetta (Vengeance Valley), regia di Richard Thorpe (1951)
- Lo sperone nudo (The Naked Spur), regia di Anthony Mann (1953)
- Fuoco verde (Green Fire), regia di Andrew Marton (1954)
- Giorno maledetto (Bad Day at Black Rock), regia di John Sturges (1955)
- Piangerò domani (I'll Cry Tomorrow), regia di Daniel Mann (1955)
- Lassù qualcuno mi ama (Somebody Up There Likes Me), regia di Robert Wise (1956)
- La legge del più forte (The Sheepman), regia di George Marshall (1958)
- Vatussi (Watusi), regia di Kurt Neumann (1959)
- Prendila è mia (Take Her, She's Mine), regia di Henry Koster (1963)
- Cat Ballou, regia di Elliot Silverstein (1965)